# Herdovka
Herdovka je zaniklá usedlost v Praze 6-Břevnově, která stála mezi ulicemi Radimova a Sartoriova. V letech 1958–1980 byla její dochovaná brána chráněna jako nemovitá kulturní památka České republiky.

## Historie
Usedlost stála v centru starého Břevnova na severní straně bývalé návsi na parcele p.č. 66/1. Její budovy byly zbořeny při výstavbě panelového sídliště v ulicích Anastázova a Sartoriova. Poté, co zanikla i dochovaná vjezdová brána, bylo od památkové ochrany upuštěno.

### Brána
Po odbourání obytné budovy zůstala pouze ohradní zeď s branou zaklenutou stlačeným obloukem. Brána měla prejzy krytou římsu, která byla uprostřed obloukovitě vypnuta. Vedle ní ústila do bývalého dvora branka pro pěší, polokruhem zaklenutá a chráněná římsou.